# Sillon temporal supérieur
Le sillon temporal supérieur (t1) est un sillon de la face latérale du lobe temporal du cortex. 
Il parcourt la partie supérieure du lobe temporal, parallèlement au sillon latéral. Parfois continu, il est le plus souvent interrompu au niveau de la terminaison du sillon central de Rolando.
Il se termine souvent à l'arrière par deux branches, avec pour le segment supérieur, soit un segment isolé, soit une connexion avec le sillon intrapariétal. La branche postérieure, dite sillon angulaire, est le centre du gyrus angulaire.
|                               |                                                          |
| Sillons sur la face latérale. | Dessin de la face latérale d'après une pièce anatomique. |

La neuro-imagerie montre que le sillon temporal supérieur, zone souvent décrite comme anormale dans les états du spectre autistique serait consacrée à l’organisation comodale des perceptions, nécessaire à la communication avec autrui (intersubjectivité).

## Traitement social
Les études ont démontré une forte activation du STS dans la perception sociale. Plus précisément, l'implication du STS a été démontrée lors de tâches qui relèvent de la Théorie de l'esprit, de la perception du mouvement biologique et dans la captation du regard d'autrui (attention conjointe) . Le STS joue également un rôle dans la pour déterminer où les émotions sont dirigées chez autrui . 

### Théorie de l'esprit
Les études de neuro-imagerie portant sur la Théorie de l'esprit, autrement dit la capacité à attribuer des états mentaux à d'autres personnes, ont identifié le sillon temporal supérieur postérieur de l'hémisphère droit comme étant impliqué dans le traitement de cette théorie. Les rapports dans d'autres études suggèrent un certain nombre d'incohérences avec la localisation du traitement de la théorie de l'esprit, comme les parties médiane et antérieure du sillon temporal supérieur qui présentent elles-aussi une activation accrue en réponse à des tâches liées à la théorie de l'esprit .

### Traitement des visages
Une récente étude a identifié une région du STS supérieur préférentiellement activée dans l'interprétation des expressions faciales . De même, une seconde étude a montré que la stimulation magnétique transcrânienne (TMS) perturbait la réponse neuronale aux visages, mais pas la réponse neuronale aux corps ou aux objets . Les schémas d'activation observés dans cette étude suggèrent que les informations faciales sont traitées par des projections dans l'hémisphère droit à partir du STS postérieur, à travers le sillon temporal supérieur antérieur et dans l'amygdale . Une autre étude a montré que la connectivité fonctionnelle à l'état de repos entre le STS postérieur droit, l'aire faciale occipitale droite, le cortex visuel précoce et le STS bilatéral était positivement corrélée à la capacité de chaque sujet à reconnaître les expressions faciales .

### Mouvement biologique
Le STS présente une sensibilité unique dans la compréhension du mouvement. Dans des études IRMf évaluant l'interprétation d'un affichage ponctuel représentant une silhouette humaine en mouvement sous forme de points, une différence d'activition cérébrale significative a été observée dans le STS postérieur de l'hémisphère droit chez les sujets qui ont correctement identifié le mouvement biologique montré dans l'affichage ponctuel . En outre, la perception et l'interprétation du mouvement seraient localisées dans différentes régions du STS, la perception du mouvement étant traitée dans une région postérieure du sillon temporal supérieur et la compréhension du mouvement étant traitée dans une région plus antérieure .